# 特沃里尼奇
50°42′48″N 24°41′39″E / 50.71333°N 24.69417°E
特沃里尼奇（烏克蘭語：Твориничі），是烏克蘭的村落，位於該國西部沃倫州，由沃洛德米爾區負責管轄，始建於1545年，面積540平方公里，海拔高度224米，2001年人口172，人口密度每平方公里0.32人。